# Jan Čelůstka
Jan Čelůstka (22 de marzo de 1982) es un deportista checo que compitió en triatlón. Ganó una medalla de oro en el Campeonato Europeo de Triatlón Campo a Través de 2013.

## Palmarés internacional
| Campeonato Europeo | Campeonato Europeo | Campeonato Europeo | Campeonato Europeo |
| Año                | Lugar              | Medalla            | Prueba             |
| ------------------ | ------------------ | ------------------ | ------------------ |
| 2013               | Strobl (Austria)   | Medalla de oro     | Individual         |